# 羽後町立田代小学校
羽後町立田代小学校（うごちょうりつ たしろしょうがっこう）は、秋田県雄勝郡羽後町軽井沢にあった公立小学校。

## 概要
県南部の豪雪地帯である羽後町の北西部の山間に立地する、へき地2級校。山間の斜面を水平に東西に走る秋田県道34号線沿い、北側の高い面に建ち、後背地が山林で南側前方に視界が広がる。校長先生自らが、公の立場でブログを発信している。

## 沿革
- 2004年（平成16年）4月 - 羽後町の3小学校（田代小〈旧〉・上到米小・軽井沢小）を統合、軽井沢小の校舎を存続し、田代小学校（新）が開校[1]。
- 2015年（平成27年）10月31日 - 2016年3月に閉校する（予定の）田代小学校の閉校記念式典実施[2]。
- 2016年（平成28年）
  - 3月31日 - 閉校[3]
  - 4月1日 - 羽後町の2小学校（田代小・仙道小）を統合し、羽後町立高瀬小学校が開校[3][4]。

## 通学区域
- 羽後町
  - 麓、明通、天王、中門前、寺門前、上門前、下門前、天神堂、畑中、猿子沢、旦金森、山ノ口、尼沢、菅生、牛ノ沢、除野、井出、蒲倉、軽井沢、上村、蒐沢、田茂ノ沢、落合、岩瀬、杉沢、坂の下、鴻屋、蒲生、上ノ沢、上唐松、下唐松、古米沢

## 進学先中学校
- 羽後町立高瀬中学校

## 交通
- 羽後町役場から車で約40分